# فربریت
فربریت  (به انگلیسی: Ferberite) با فرمول شیمیایی FeWO4 از مجموعه کانی هاست و از نام شخصی آلمانی (R.Ferber) گرفته شده‌است. در HC , H2SO۴ حل می‌شود. FeO:۲۳٫۶۵٪ WO۳:۷۶٫۳۵٪ از نظر شکل بلور: قرصی شکل - منشوری، رنگ: سیاه - خاکستری سیاه، شفافیت: کدر(اپاک)، شکستگی: نامنظم، جلا: نیمه فلزی - مات، رخ: کامل، سیستم تبلور: مونوکلینیک و در رده‌بندی ولفرامات است همچنین خاصیت مغناطیسی متوسط و منشأ تشکیل آن پنوماتولیتی است.
همایند کانی‌شناسی (پارانژ) آن سختی - انحلال در اسیدهاکولومبیت- شئلیت- ولفرامیت- توپاز و غیره است
، از نظر ژیزمان بلوری - آگرگات دانه‌ای - توده‌ای کمیاب است و بیشتر در آلمان شرقی، آمریکا، بولیوی، پرو و گروئنلند یافت می‌شود.

## نگارخانه

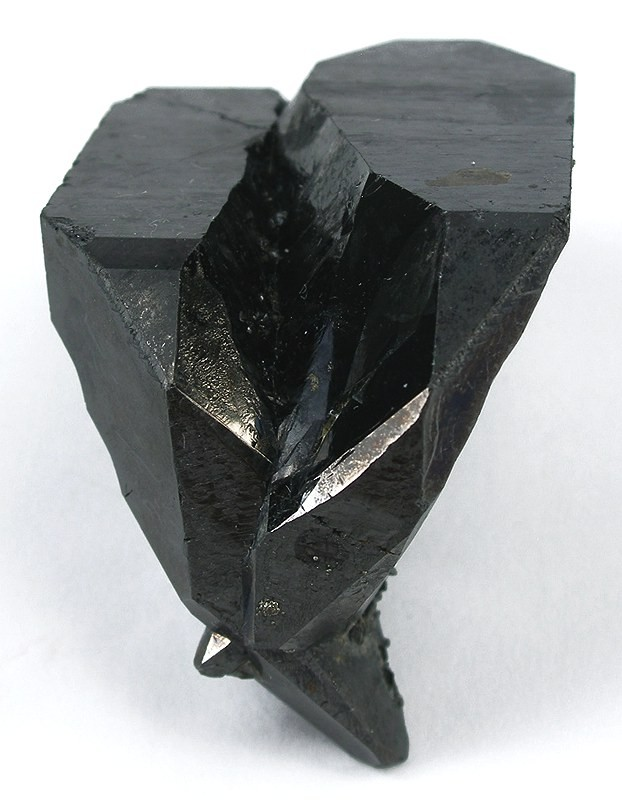
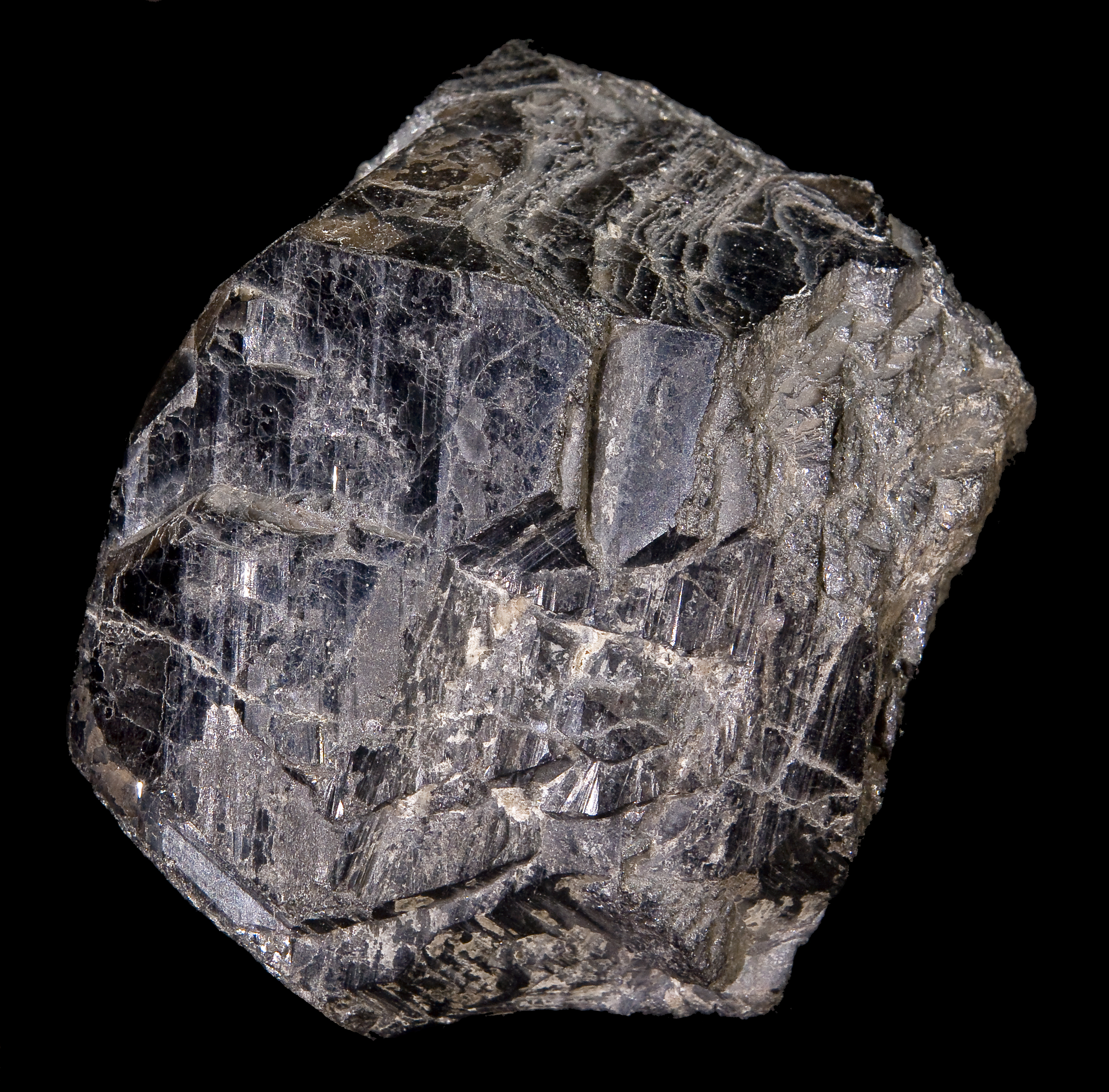